# Орто (Асти)
Орто је насеље у Италији у округу Асти, региону Пијемонт.
Према процени из 2011. у насељу је живело 58 становника. Насеље се налази на надморској висини од 160 м.